# Mirador (arquitectura)

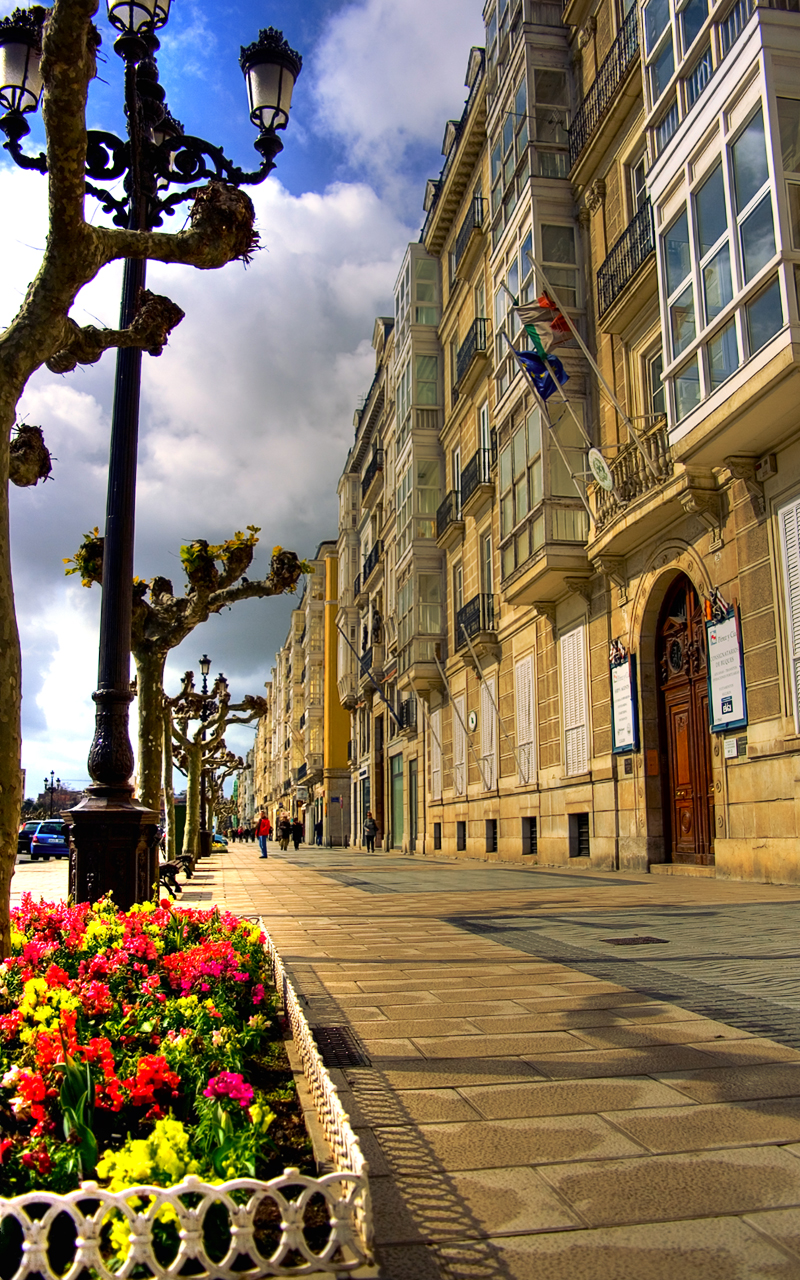
Miradores en el paseo de Pereda de Santander.

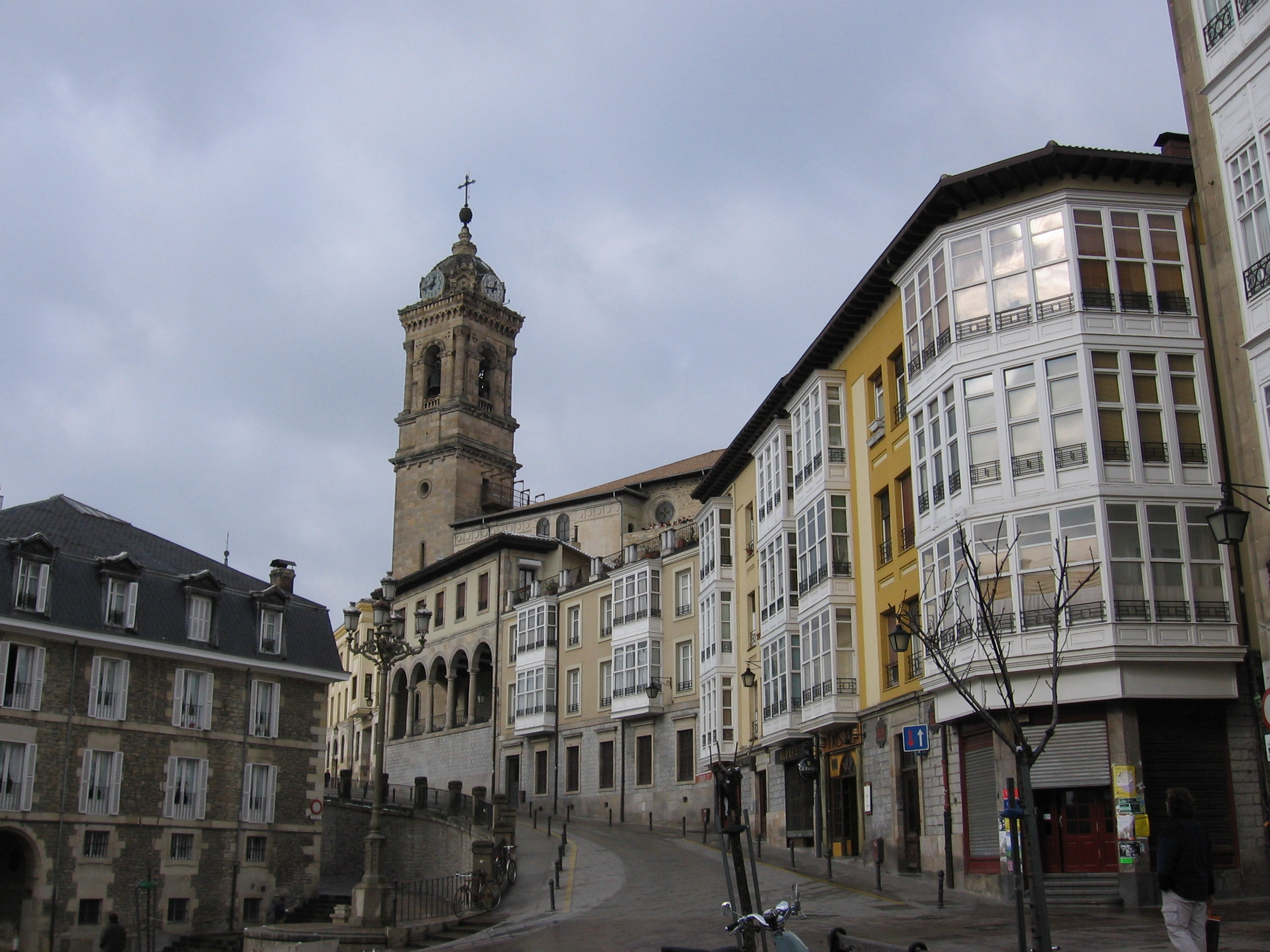
Miradores en Vitoria.

Un mirador es un elemento arquitectónico en forma de galería exterior o balcón cerrado en toda su altura que sobresale del muro del edificio dotándolo de un espacio con grandes vistas al exterior. El mirador sirve además para conservar el calor y proteger el edificio frente a los vientos y la humedad.
Los miradores no son habituales en la arquitectura antigua o medieval, aunque se dice que la forma del balcón es originaria de Mesopotamia y Grecia, y que se usaron balcones y galerías cerradas en la arquitectura de la Antigua Roma y en la arquitectura gótica a partir del siglo XIII. Más claro es su uso a partir de finales del Renacimiento y especialmente en el Barroco. No obstante, de hecho, sólo hasta el siglo XIX surgen los miradores acristalados con grandes vidrios y estructuras uniformes.
Distintos tipos de miradores se conocen con los nombres Ventanas miradores, bay window, oriel y bow window.

## Uso del término en turismo y recreación
En turismo y recreación el término mirador igualmente está dado a lugares o estructuras que disponen de una vista amplia de su entorno, los cuales suelen estar ubicados generalmente en lugares de alturas; por ejemplo, la cima de cerros o acantilados, a la orilla del mar o de un río.

## Tipos de miradores

### Miradores en España
En España, los miradores son característicos especialmente de la zona norte del país, donde el clima frío y la menor cantidad de horas de sol con respecto a otras zonas hacen de este elemento arquitectónico un elemento muy popular. Constituyen una seña de identidad de algunas ciudades como La Coruña, Santander, Burgos y Vitoria. En La Coruña y Santander se trata de construcciones que protegen las casas de los vientos húmedos. En Vitoria, pueden apreciarse en todo el ensanche de la ciudad, obra del siglo XIX.
El Código Técnico de la Edificación aprobado en España en el año 2007 ha provocado el resurgir del mirador al que llama invernadero adosado y lo recomienda como mecanismo de sistema energético al economizar en gasto de calefacción.